# Demo Tape 4
Demo Tape 4 es el quinto demo en casete de la banda armenio-estadounidense System of a Down, lanzado en el año 1997 bajo el sello discográfico American Recordings y Columbia Records. 
Fue el último Demo Tape antes del lanzamiento del álbum debut de la banda, System of a Down. Las pistas Q-Bert (CUBErt), Marmalade, DDevil, Slow (Spiders), Mind, Suite-Pee, Darts, Storaged y Sugar fueron regrabadas y se incluyeron en dicho álbum (Marmalade y Storaged sólo aparecen en su versión japonesa). 
Respecto a las canciones que no fueron parte del Self-Titled, la canción .36 fue regrabada e incluida en el tercer disco del grupo, Steal This Album!, bajo el nombre 36. La pista The Metro, que ya había aparecido anteriormente en el Untitled 1995 Demo, se regrabó por tercera vez y dicha versión formó parte de la banda sonora de la película Drácula 2000. Por su parte, una versión acústica de Blue apareció en el álbum Elect the Dead, el primer trabajo como solista de Serj. Finalmente, Friik fue la única canción que no fue reutilizada de manera oficial por la banda ni por alguno de sus miembros. 
Es la demo con mayor duración realizada por System of a Down, y representa la última participación de Andy Khachaturian como batería de la banda antes de ser reemplazado por John Dolmayan.

## Canciones
| N.º | Título      | Letras  | Música  | Duración |  |
| 1.  | «Q-Bert»    | Tankian | Tankian | 1:51     |  |
| 2.  | «Marmalade» | Tankian | Tankian | 3:19     |  |
| 3.  | «DDevil»    | Tankian | Tankian | 1:48     |  |
| 4.  | «Slow»      | Tankian | Tankian | 3:49     |  |
| 5.  | «.36»       | Tankian | Tankian | 0:52     |  |
| 6.  | «Friik!»    | Tankian | Tankian | 2:49     |  |
| 7.  | «Mind»      | Tankian | Tankian | 6:20     |  |
| 8.  | «Suite-Pee» | Tankian | Tankian | 2:36     |  |
| 9.  | «Blue»      | Tankian | Tankian | 4:11     |  |
| 10. | «Darts»     | Tankian | Tankian | 2:40     |  |
| 11. | «Storaged»  | Tankian | Tankian | 1:27     |  |
| 12. | «Sugar»     | Tankian | Tankian | 2:35     |  |
| 13. | «Metro»     | Tankian | Tankian | 3:04     |  |

- Datos: Q5392260